# 大貫義郎
大貫義郎（日语：／ Ohnuki Yoshio），日本粒子物理學家，名古屋大學名譽教授。師從知名物理學家坂田昌一，是「坂田學派」的一員。
大貫教授成功地將坂田模型表徵為基於YOO（山口・小川・大貫）對稱性的群組，使得隱藏在坂田模型中的粒子彼此相等，成為基本粒子理論的基礎。基於此一貢獻，大貫曾於1965年、1966年兩度與默里·蓋爾曼及尤瓦爾·奈曼（Yuval Ne'eman）共同提名為諾貝爾物理學獎的候選人。

## 學生
同為「坂田學派」出身的2008年諾貝爾物理學獎得主小林誠、益川敏英兩人，在名古屋大學的研究生時代曾是大貫義郎的學生。